# Paweł Grawicz
Paweł Grawicz (ur. w 1952, zm. w 2001) – polski artysta fotograf, fotoreporter. Honorowy członek Krakowskiego Towarzystwa Fotograficznego. Uczestnik konkursów fotograficznych i wystaw - udział w Międzynarodowych Salonach Fotografii Artystycznej. Pracownik Katedry Fotografii Wydziału Form Przemysłowych Akademii Sztuk Pięknych w Krakowie. Inżynier budownictwa. 

## Życiorys
Absolwent Politechniki Krakowskiej. Wspólnie z fotografikiem Janem Zychem współtworzył Studencką Agencję Fotograficzną.
Kierownik budowy, inspektor i projektant w Nowym Sączu i Szczawnicy. Według własnych projektów zrealizował obiekty architektoniczne: budynek GOPR-u i dom zakonny Sióstr Służebniczek NMP w Szczawnicy, konstrukcję kościoła w Krośnicy, ołtarz polowy w Sanktuarium Matki Bożej Bolesnej w Czarnym Potoku. Następnie zajął się fotografią artystyczną i fotoreportażem. Nawiązał współpracę z Wojewódzkim Klubem Instruktora Fotografii i Filmu przy Krakowskim Domu Kultury. Przed wyborami 4 czerwca 1989 pracował w sztabie medialnym krakowskiego Komitetu Obywatelskiego „Solidarności”. Przez wiele lat działał na rzecz Krakowskiego Towarzystwa Fotograficznego i Muzeum Historii Fotografii przygotowując wystawy historyczne, a także dokumentując zbiory. Jego doradcami artystycznymi byli: Jerzy Baranowski, Paweł Bielec, Władysław Klimczak i Czesław Odo Mostowski. 
Okres od 1995 poświęcił dla przekazania swego doświadczenia studentom jako pracownik w Katedrze Fotografii Zbigniewa Łagockiego na Wydziale Form Przemysłowych ASP w Krakowie. 
Pochowany na cmentarzu parafialnym pod Huliną nad potokiem Grajcarek w Szczawnicy. 

## Twórczość
Autor fotografii wykonanych dla Zarządu Międzyzakładowego Komitetu Założycielskiego NSZZ „Solidarność” w Krakowie, dotyczących spotkania Lecha Wałęsy z mieszkańcami Krakowa na Rynku Głównym, w 1981 roku (Sygnatura IPN: IPN BU 024/177). W 1989 współtworzył „Głos Wyborczy Solidarności” - gazetę wyborczą Małopolskiego Komitetu Obywatelskiego „Solidarność” w Krakowie. Dla Zarządu Regionu NSZZ ”Solidarność” Małopolska oraz Związku Podhalan fotografował proces przemian ustrojowych: demonstracje, protesty, strajki, zjazdy, uroczystości państwowe, związkowe i kościelne.  
Pracował jako fotoreporter prasowy; zdjęcia publikował w „Czasie Krakowskim”, „Dzienniku Polskim”, „Echu Krakowa”, „Gazecie Krakowskiej”, „Gościu Niedzielnym”, „Halach i Dziedzinach”, „Podhalance”, „Tygodniku Małopolska”, „Tygodniku Podhalańskim”, „Tygodniku Salwatorskim”. 
Od 1985 roku – gdy kustoszem Sanktuarium Matki Boskiej Ludźmierskiej został ks. prałat Tadeusz Juchas (1949-2014) – fotografował uroczystości odbywające się w Ludźmierzu. Na swych zdjęciach udokumentował wszystkie pielgrzymki papieża Jana Pawła II w Krakowie i Małopolsce. Kilkakrotnie rejestrował spotkania papieża z góralami w Watykanie. W jego pracy fotograficznej ważną częścią była dokumentacja działalności „Piwnicy pod Baranami” i jej kabaretu. Od 1992 rejestrował karierę muzyczną zespołu „Kroke”. Współpracował ze Zbigniewem Rabsztynem w zakresie: grafiki reklamowej i wydawniczej, działań multimedialnych, ekspozycji plastycznych, pokazów mody, imprez artystycznych i dokumentacji konkursów, np. konkursu Miss Małopolski. 
Efekty twórczości fotograficznej Pawła Grawicza zawierają albumy i książki: 
- Marek Latasiewicz, Paweł Grawicz, „Papieskie okno na Polskę”, Kraków, Dom Wydawniczy Rafael, cop. 2007.

- Ks. Józef Tischner, „Słowo o ślebodzie. Kazania spod Turbacza 1981–1997". Wydawnictwo Znak, Kraków 2003. ISBN 83-240-0289-8
- Ewa Kozakiewicz, Muzeum Historii Fotografii w Krakowie, „Opowieści fotografistów”, Muzeum Historii Fotografii w Krakowie, 2003, 8389177005, 9788389177001

Pozostałe albumy i książki z fotografiami Pawła Grawicza to m.in. „550 lat Dekanatu Nowotarskiego” Kazimierza Bukowskiego, „Gaździna Podhala. Matka Boska Ludźmierska” Józefa Grzybka, „Jan Paweł II na Podhalu w 1979”, „Różaniec Polski z Janem Pawłem II”, „Święta Katarzyna - miejsca kultu w Polsce”, „Tischner”. 
W 2002 roku ukazał się katalog Paweł Grawicz „Kochał góry. Kochał Kraków”, wyd. Muzeum Historii Fotografii w Krakowie, Kraków 2002. ISBN 83-914374-8-5. 
Do najwyżej cenionych fotografii Pawła Grawicza zaliczono cykle fotoreportarzy: 
- „Bitwa o wieżę telewizyjną w Wilnie w nocy 13 stycznia 1991 roku”
- „Pogrzeb generała Władysława Sikorskiego w Krakowie 17 września 1993 roku"

## Wystawy
- 1981 - „Pejzaże Tatr”. Galeria ZPAF przy ul. św. Anny 3 w Krakowie
- 1997 - „Ojciec Święty Jan Paweł II w Ludźmierzu - fotografie Pawła Grawicza”. Sanktuarium Maryjne w Ludźmierzu
- 1997 - „Paweł Grawicz - Fotografie Pienin i Podhala. Zbigniew Rabsztyn - Rysunki”. Miejski Ośrodek Kultury w Nowym Targu.
- 1998 - „Paweł Grawicz - Fotografie Pienin i Podhala. Zbigniew Rabsztyn - Rysunki”. Dom Ludowy Związku Podhalan w Kościelisku
- 1998 - „Paweł Grawicz - Fotografie Pienin i Podhala. Zbigniew Rabsztyn - Rysunki”. Piwnica pod Baranami w Krakowie
- 2002 - „Kochał góry. Kochał Kraków - fotografie Pawła Grawicza”. Klub Dziennikarzy „Pod Gruszką” w Krakowie
- 2002 - „Kochał góry. Kochał Kraków - fotografie Pawła Grawicza”. Dom Ludowy Związku Podhalan w Kościelisku
- 2003 - „Podhalańskie pielgrzymki Jana Pawła II w fotografii Pawła Grawicza” (do ekspozycji wybrano kilkadziesiąt zdjęć spośród tysięcy fotografii jakie Paweł Grawicz wykonał dokumentując papieskie pielgrzymki na Podhale). MOK w Nowym Targu.